# Кушчи (Марнеульский муниципалитет)
Кушчи (груз. კუშჩი, азерб. Quşçu) — самое маленькое село Марнеульского района республики Грузия.

## История
Село Кущи является уникальным необычным селом, т.к Кущи единственное село в Марнеульском районе, которое в народе именуется как «сквозное» село. Сквозным село названо лишь потому, что оно не имеет окончания, т.к до соседних сёл можно доехать несколькими маршрутами. Село расположено на левом берегу реки Дебед. В селе Кущи очень рано поспевают овощи и фрукты, раньше чем в других населённых пунктах, т.к деревья плодов орошаются водой из реки Дебед, струи которой очень мощны и напористы.

## География
Кущи граничит с сёлами Агамедли, Улашло и Арапло.

## Достопримечательности
В августе 2010 года по решению Министерства Образования Республики Грузия, в результате реорганизации школ, школа села Кущи была объединена со школой села Агамедли.

## Известные уроженцы
- Аббасалиев, Сабит Касум оглы (1932—1982) — советский азербайджанский государственный и партийный деятель